# August Renz
August Renz (* 17. September 1885 in Heufelden, heute Ehingen (Donau); † 20. August 1954 in Ehingen (Donau)) war ein deutscher Politiker (Zentrum).

## Leben und Beruf
Renz, dessen Vater Landwirt und Schultheiß war, besuchte die Volksschule und war danach ebenfalls als Landwirt in seinem Heimatort Heufelden tätig.
Seit dem 1. April 1935 gehörte er dem SA-Reitersturm an. Ein Jahr später, am 1. April 1936, übernahm er dort die Funktion des Scharführers. Nach eigenen Angaben wurde er am 17. Januar 1937 aus dem SA-Reitersturm ausgeschlossen. Er selbst gab nach Ende der NS-Diktatur an, dem SA-Reitersturm nur zum Schein beigetreten zu sein. Vom 23. August bis zum 7. September 1944 saß er in sogenannter „Schutzhaft“, nachdem er im Rahmen der „Aktion Gitter“ verhaftet wurde.

## Politik
Renz gehörte von 1910 an der Amtsversammlung, ab 1929 dem Bezirksrat in Ehingen an. 1912 wurde er Schultheiß von Heufelden, nach der 1930 erfolgten Umbenennung wurde er Bürgermeister der Gemeinde. 1928 wurde er erstmals in den Landtag des freien Volksstaates Württemberg gewählt. Diesem gehörte er bis 1933 an, als der Landtag zunächst gleichgeschaltet und schließlich aufgelöst wurde.
Sein Bürgermeisteramt übte Renz auch nach der Machtergreifung aus. Nachdem die Kreisleitung der NSDAP ihm politische Unzuverlässigkeit vorwarf, trat er im Oktober 1944 zurück. Ob dies auf Druck der NS-Behörden oder aufgrund seines gesundheitlichen Zustandes geschah, ist unklar.
Im Mai 1945 wurde Renz von der Militärregierung zum kommissarischen Landrat des Landkreises Ehingen berufen, dieses Amt gab es im Jahr darauf an Vinzenz Gnann ab. 1946 wurde er erneut Bürgermeister von Heufelden.